# Vítor Baía
Vítor Manuel Martins Baía, född 15 oktober 1969 i São Pedro da Afurada i Portugal, är en portugisisk före detta fotbollsmålvakt, som under sin karriär spelade för Porto och Barcelona. Han avslutade sin karriär i Porto 2007.